# Vrouwenbos (Voeren)
Het Vrouwenbos is een bosgebied in de gemeente Voeren in de Belgische provincie Limburg. Het bos is deels een hellingbos op de zuidelijke helling van het Voerdal en de noordrand van het Plateau van Herve. Het ligt ten zuiden van Veurs en ten zuidoosten van Sint-Pieters-Voeren.
Het bos ligt op de zuidwesthelling van het beekdal van de Veurs en ligt op een hoogte in het landschap. Aan de westkant van het bos ligt het dal van de Voer. Aan de overzijde van het dal van de Veurs ligt het Veursbos op een heuvelrug, aan de westzijde aan de overzijde van het dal van de Voer ligt het Alsbos. Ten noorden van het Veursbos ligt aan de overzijde van het dal het Broekbos op een helling.
Het Vrouwenbos is een veldbies-beukenbos. Het bos sluit aan op het Stroevenbos en het Sint-Gillisbos.
In de omgeving van het Vrouwenbos huist de eikelmuis.